# Thea Segall
Thea Segall Rubin (Burdujeni, Moldavia, Rumania, 13 de marzo de 1929-Caracas, Venezuela, 25 de octubre de 2009) fue una fotógrafa rumana residenciada en Venezuela desde 1958 hasta su fallecimiento, ganadora del Premio Nacional de Fotografía en 2003, editora de numerosas publicaciones y directora de un estudio fotográfico propio. Mediante su trabajo fotográfico abarcó aspectos como el registro etnográfico, la cultura rural, la arquitectura religiosa, el retrato y la fotografía institucional.

## Educación
Thea Segall tiene dos hermanas, Miora y Natasa. Sus padres fueron Andrés Segall y Golda Rubin. Entre 1936 y 1947 inició sus estudios de educación primaria, ingresando a los diez años al colegio de monjas Notre Dame de Sion, pasando luego a uno privado francés en el que culmina su formación. Vive momentos difíciles durante la Segunda Guerra Mundial; su vida transcurre entre Burdujeni y Bucarest. Al culminar esta etapa aspiraba a estudiar arquitectura, pero para la épica los bachilleres tenían que esperar por un largo tiempo para ingresar a la universidad. Cuando finalmente obtuvo el cupo para la carrera en la Escuela de Arquitectura ya era fotógrafa. En 1947 Segall empieza a instruirse de manera autodidacta en teoría fotográfica para dictar clases y realiza un curso en el Centro de Fotografía de la Escuela de Periodismo con el fotógrafo y docente austríaco Otto Grossar, con quien más adelante trabajará como su asistente.

## Carrera
El mismo año sus padres se migran a Israel con su hermana menor Natasa. Entre 1948 y 1957 se desempeña como fotoreportera para la Agencia Internacional de Noticias AgerPress en Bucarest, fundada por Grosar. En 1957 abandona Bucarest con su hermana Miora debido a la situación del régimen comunista, viajando sin pasaporte por problemas de salud a Dinamarca y luego a París. En 1958 llega a Venezuela con una pasaporte de la Cruz Roja durante el gobierno de la Junta de Gobierno presidida por Wolfgang Larrazábal. Entre 1958 y 1960 empieza a realizar trabajos para la Creole Petroleum Corporation y publica sus fotos en la fotos en la revista El Farol. Emprende un trabajo autoral y de investigación tanto social como fotográfica en zonas pesqueras de las costas del estado Anzoátegui. En 1959 abre el Estudio Fotográfico Thea en Sabana Grande, el cual operó hasta 1994. En 1964 se nacionaliza como venezolana con la ayuda del general Briceño. En 1974 participa en Caracas como delegada venezolana en el I Congreso Iberoamericano de Periodismo Científico, y en 1977 participa como delegada de Venezuela en el II Congreso Iberoamericano de Periodismo Científico.